# 日焼駅
日焼駅（ひやきえき）は、かつて福岡県直方市下境にあった、運輸省（省鉄）伊田線の貨物駅（廃駅）である。貨物支線の廃線に伴い、1945年（昭和20年）6月10日に廃駅となった。

## 歴史
- 1898年（明治31年）3月29日：九州鉄道により開業。
- 1907年（明治40年）7月1日：九州鉄道国有化。
- 1945年（昭和20年）6月10日：貨物支線の廃線に伴い廃止。中泉駅構内に併合。

## 隣の駅
運輸省（省鉄）
伊田線（貨物支線）
（貨）藤棚駅 - （貨）日焼駅